# Zephyranthes elegans
Zephyranthes elegans är en amaryllisväxtart som beskrevs av Pierfelice Ravenna. Zephyranthes elegans ingår i släktet Zephyranthes och familjen amaryllisväxter.
Artens utbredningsområde är Bolivia. Inga underarter finns listade i Catalogue of Life.